# Listă de portari care au marcat goluri

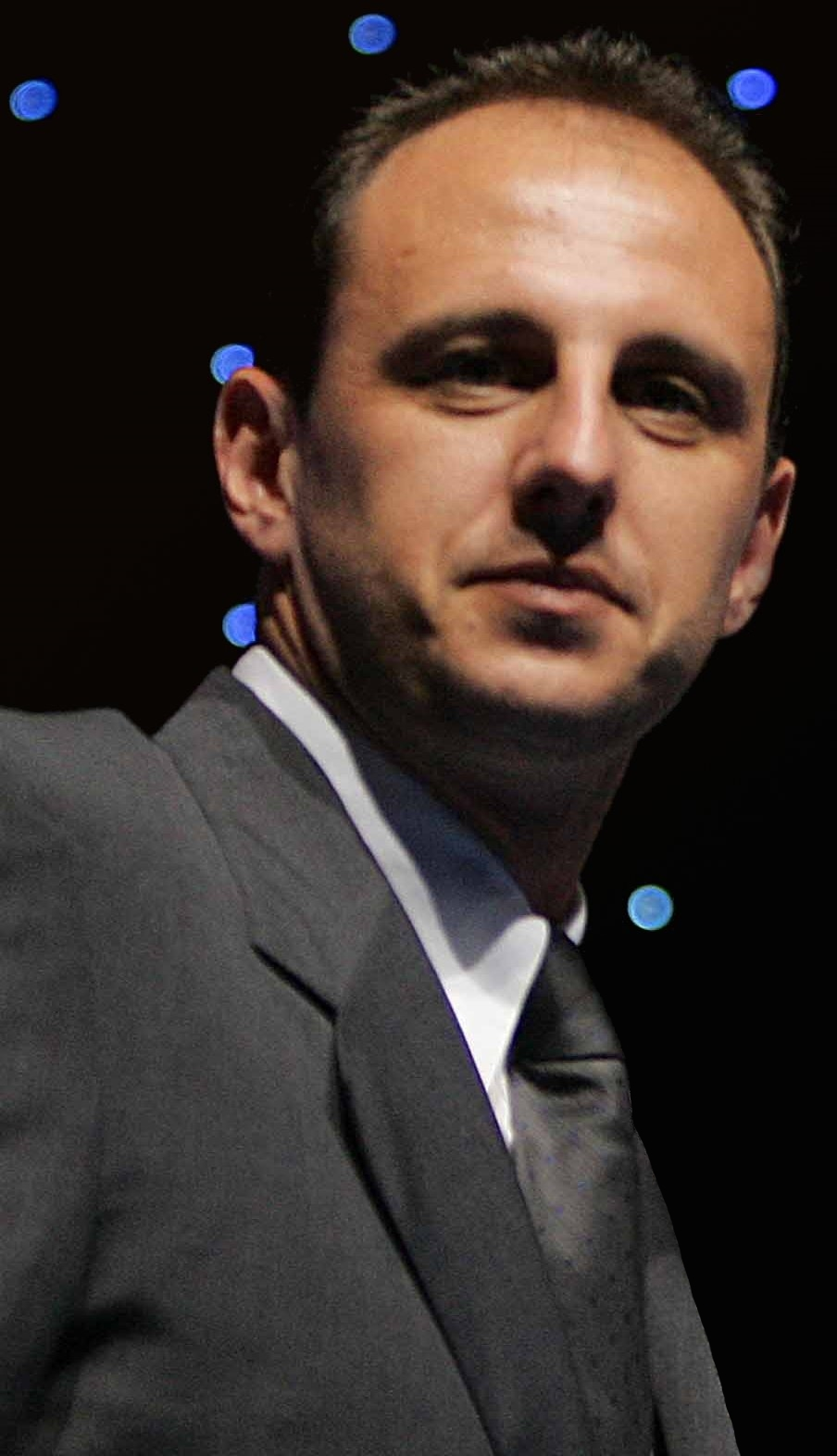
Rogério Ceni a marcat mai multe goluri decât oricare alt portar din lume

Golurile marcate de portar sunt un eveniment rar în fotbal, pe motiv că dacă portarul părăsește poarta, ea va rămâne neapărată până la reîntoarcerea sa. Cel mai des portarii înscriu din penalti sau din lovitură liberă directă. Uneori portarii pot marca goluri când la ultima fază fixă a meciului (corner sau lovitură liberă) se deplasează în careul advers, într-o tentativă de a evita înfrângerea echipei sale. În rare ocazii portarii marchează ”din poartă în poartă”, mingea traversând terenul de joc de-a lungul său. 

Recordul printre portari la numărul de goluri marcate e deținut de brazilianul Rogério Ceni, care are la activ 111 goluri, dintre care 52 sunt marcate din penalti. El a marcat ce-al de-al 100-lea gol jubilar în victoria cu 2–1 a echipei sale São Paulo într-un meci contra echipei Corinthians, pe 27 martie 2011.
În noiembrie 1999, paraguayanul José Luis Chilavert devenise primul portar care a realizat un hat-trick, cu trei penaltiuri transformate pentru Vélez Sársfield în victoria cu 6–1 în fața celor de la Ferro Carril Oeste, iar în anul următor, el și argentinianul Roberto Bonano de la River Plate - au marcat ambii în același meci din Copa Mercosur.

## Lista
Aceasta este lista portarilor care au marcat goluri în competițiile naționale sau internaționale.
| Nume                       | Naționalitate  | Ani activi                   | Echipa | Goluri marcate | Note |
| -------------------------- | -------------- | ---------------------------- | --- | -------------- | --- |
| Rogério Ceni               | Brazilian      | 1990–2015                    | Brazilia, São Paulo | 131            | Recordsman printre portari, recordul la numărul golurilor din lovituri libere (59), recordul la numărul golurilor din penalty (53) |
| José Luis Chilavert        | Paraguayan     | 1982–2004                    | Paraguay, San Lorenzo, Real Zaragoza, Vélez Sársfield, Peñarol, Strasbourg, Sportivo Luqueno, Guarani | 62             | Număr record de goluri internaționale (9), unicul portar care a marcat un hat-trick |
| Johnny Vegas Fernández     | Peruan         | 1997–                        | Peru, Sport Boys, Union Huaral, Universidad San Martín de Porres, FBC Melgar, Sporting Cristal, Sport Ancash, Cienciano,Alianza Atlético,Club Deportivo Pacífico FC, Defensor San Alejandro, Los Caimanes.                      | 45             | 40 goals in first division, 1 goal in Copa Sudamericana and 4 goals in second division. |
| Dimitar Ivankov            | Bulgar         | 1996–2011                    | Bulgaria, Levski Sofia, Kayserispor, Bursaspor | 42             | [ 7 ] |
| René Higuita               | Columbian      | 1985–2010                    | Columbia, Deportivo Rionegro, Deportivo Pereira, Guaros de Lara FC, Bajo Cauca FC, Aucas, Atletico Junior, Real Cartagena, Independiente Medellín, Tiburones Rojos de Veracruz, Atlético Nacional, Real Valladolid, Millonarios | 41             | |
| Jorge Campos               | Mexican        | 1988–2004                    | Mexic, UNAM Pumas, Atlante, Tigres, Puebla, Chicago Fire, Cruz Azul, Los Angeles Galaxy | 34             | [ 2 ] [ 8 ] |
| Hans-Jörg Butt             | German         | 1994–2012                    | Germania, Hamburg, Bayer Leverkusen, Bayern München, SL Benfica, VfB Oldenburg | 32             | Număr record de goluri înscrise din penalty într-un singur meci dintr-o ligă profesionistă din Europa (Bundesliga); Include trei goluri în UEFA Champions League (record pentru un portar) și unul în DFB-Ligapokal                                                                                        |
| Misael Alfaro              | Salvadorian    | 1988–2010                    | El Salvador, Luis Ángel Firpo, San Salvador, Águila, Alianza, Metapán | 31             | [ 2 ] |
| Dragan Pantelić            | Iugoslav       | 1971–1985                    | Iugoslavia, Radnički Niš, Girondins de Bordeaux, FK Timok Zajecar, FK Graficar | 26             | [ 2 ] |
| Marco Cornez               | Chilian        | 1982–1995                    | Club Deportivo Palestino | 24             | [ 2 ] |
| Žarko Lučić                | Iugoslav       | 1992–2004                    | Iugoslavia, Rudar Pljevlja, Lovćen Cetinje, Budućnost Podgorica, Kom Podgorica | 21             | [ 2 ] |
| Nizami Sadigov             | Azer           |                              | | 21             | [ 2 ] |
| Vincent Enyeama            | Nigerian       | 1999–                        | Hapoel Tel Aviv | 20             | Main penalty taker for Hapoel Tel Aviv |
| Tiago                      | Brazilian      | 2003–                        | Portuguesa, Vasco da Gama | 18             | [ 11 ] |
| Rafael Dudamel             | Venezuelan     | 1989–2010                    | Independiente, Deportivo Cali, Venezuela | 16             | [ 12 ] [ 13 ] [ 14 ] [ 15 ] |
| Cristian Lucchetti         | Argentinian    | 195–                         | Banfield | 16             | [ 16 ] |
| Fabio dos Santos           | Vietnamese     | 1997–                        | Đồng Tâm Long An F.C., Navibank Saigon F.C. | 15             | [ necesită citare ] |
| Ignacio González           | Argentinian    | 1991–2008                    | Racing Club, Las Palmas | 14             | [ 17 ] |
| Andriy Dikan               | Ucrainean      | 1995–                        | Avanhard Rovenky, SKA-Energiya Khabarovsk, Kuban Krasnodar | 14             | |
| Sebastián Saja             | Argentinian    | 2000–                        | San Lorenzo de Almagro, Grêmio, Racing Club de Avellaneda | 14             | |
| Mykhaylo Burch             | Ucrainean      |                              | Volyn Lutsk, Veres Rivne, Sokil Zolochiv | 13             | All goals scored from the penalty spot. |
| Peter Schmeichel           | Danez          | 1981–2003                    | Aston Villa, Brøndby, Danemarca, Hvidovre, Manchester United | 13             | [ 20 ] |
| Alejandro Sinisterra       | Columbian      |                              | Cúcuta, Bucaramanga, Deportivo Cali | 13             | [ 12 ] |
| Hugo Suárez                | Bolivian       | 2001-                        | Jorge Wilstermann, Oriente Petrolero | 12             | [ 21 ] |
| Anton Švajlen              | Slovac         | 1959?–1975?                  | VSS Košice | 11             | Penalties |
| Andrés Pelaez              | Columbian      |                              | Junior, Real Cartagena, Unión Magdalena, Cúcuta Deportivo, Unión Magdalena, Valledupar FC | 11             | Penalties |
| Imrich Stacho              | Slovac         | 1947–1966 died 2006          | FC Spartak Trnava | 10             | Penalties |
| Julián Viáfara             | Columbian      | 1996–                        | América de Cali, EC Vitória | 10             | [ 23 ] |
| Christian Piot             | Belgian        | 1966–1978                    | Standard Liège | 9              | [ 20 ] |
| Gastón Losa                | Argentinean    | 1997-                        | Deportes La Serena | 9              | [ 24 ] |
| Ekrem Aydın                | Turc           |                              | Sivasspor, D.Ç. Divriğispor, Tokatspor, Aksarayspor | 9              | [ 25 ] |
| Ernie Scattergood          | Englez         |                              | Derby County, Bradford Park Avenue | 8              | [ 26 ] |
| Kostyantyn Starodubovskyi  | Ucrainean      |                              | Dnister Ovidiopol | 8              | All goals scored from the penalty spot. |
| Ihor Hymanych              | Ucrainean      |                              | Desna Chernihiv, FC Slavutych | 7              | All goals scored from the penalty spot. |
| Anatoly Pata               | Soviet         |                              | FC Dynamo Stavropol, FC Kavkaztransgaz-2005 Ryzdvyany | 7              | All goals scored from the penalty spot. |
| Andrejs Piedels            | Leton          | 1992–2010                    | FC Pardaugava, Amstrig | 7              | [ 29 ] |
| Nihad Pejković             | Slovenian      | 1991-2005                    | NK Olimpija Ljubljana | 7              | [ 30 ] |
| Rică Răducanu              | Român          | 1965-1975                    | Rapid București | 7              | [ 31 ] |
| Bengt Andersson            | Suedez         | 1984–                        | IK Brage, Örgryte | 6              | [ 32 ] |
| Enrique Bologna            | Argentinian    | 2003–                        | Banfield, Alianza Lima, Unión de Santa Fe | 6              | |
| George Kitchen             | Englez         | 1897–1914? died 1969         | West Ham United | 6              | Penalties |
| Jákup Mikkelsen            | Faroese        | 1991–                        | KÍ Klaksvík, Herfølge Boldklub | 6              | Penalties (4: Klaksvík, 2: Herfølge) |
| Les Pogliacomi             | Australian     | 1994–                        | Wollongong Wolves | 6              | [ 35 ] |
| Esteban Conde              | Uruguayan      | 2003–                        | Danubio | 6              | |
| Alexis Viera               | Uruguayan      | 1995–                        | América de Cali | 5              | [ 36 ] |
| Diego Pozo                 | Argentinian    | 1995–                        | Godoy Cruz | 5              | [ 37 ] |
| Danilo Aceval              | Paraguayan     | 1994–2007                    | Cerro Porteño, Ñublense | 5              | [ 38 ] [ 39 ] [ 40 ] |
| Luis Barbat                | Uruguayan      | 1985–2009                    | Independiente, Tolima, América de Cali | 5              | [ 12 ] |
| Arnold Birch               | Englez         | 1918–1929 died 1964          | Chesterfield | 5              | [ 41 ] |
| Fred Craig                 | Scoțian        | 1912?–1930?                  | Plymouth Argyle | 5              | All goals scored from the penalty spot. |
| Julio César Falcioni       | Argentinian    | 1976–1991                    | América de Cali | 5              | [ 12 ] |
| Lucidio Sentimenti         | Italian        | 1940–1959                    | Modena, Juventus, Lazio | 5              | [ 12 ] |
| Lajos Szűcs                | Maghiar        | 1994–                        | Ferencváros, Újpest | 5              | Penalti |
| Víctor Loyola              | Chilean        | 2001–                        | Santiago Morning | 5              | [ 44 ] |
| Carlos Chávez              | Columbian      | 2003–                        | Patriotas, Atlético Bucaramanga | 4              | Penalties |
| Eduardo Lobos              | Chilean        | 2000-                        | Colo-Colo, Chile national under-20 football team, Colo-Colo, Unión Española | 4              | Un gol marcat pe post de atacant |
| Rasim Kara                 | Turc           | 1972?–1984                   | Bursaspor, Beșiktaș | 4              | Penalti |
| Serhiy Kyrienko            | Ucrainean      |                              | Metalurh Nikopol | 4              | All goals scored from the penalty spot. |
| Hamish McAlpine            | Scoțian        | 1966–1989                    | Dundee United, Raith Rovers | 4              | [ 49 ] |
| Stipe Pletikosa            | Croatian       | 1996–                        | HNK Hajduk Split | 4              | Penalties |
| Ronny Sörensson            | Suedez         |                              | Landskrona | 4              | [ 51 ] |
| Bruno                      | Brazilian      | 2002–2010                    | Flamengo | 4              | [ 52 ] [ 53 ] [ 54 ] |
| Federico Vilar             | Argentinian    | 2000–                        | Atlante | 4              | Includes one goal in CONCACAF Champions League |
| Cheng Xiaopeng             | Chinez         | 2004–                        | Nanchang Hengyuan | 4              | Penalties |
| Diego Gómez                | Columbian      |                              | Deportivo Pasto | 3              | [ 12 ] |
| Pavlo Blazhaiev            | Ucrainean      |                              | Antratsyt Kirovske, CSKA Kyiv | 3              | Two free kicks for Antratsyt and one last minute header for CSKA. |
| Gilbert Bodart             | Belgian        | 1981–2002                    | Standard Liège | 3              | [ 60 ] |
| Roger Freestone            | Galez          | 1986–2004                    | Swansea City, Chelsea, Newport County | 3              | [ necesită citare ] |
| Richard Gray               | Englez         | 1895–1902                    | Burton Swifts | 3              | [ 61 ] |
| Dariusz Grubba             | Polonez        |                              | Bałtyk Gdynia | 3              | Playing as a striker |
| Kim Byung-Ji               | Sud-coreean    | 1992–                        | Ulsan Hyundai FC | 3              | First goalkeeper to score a field goal in K-League match. |
| Erick Lonnis               | Costa Rican    |                              | Saprissa | 3              | [ 64 ] |
| Jimmy Maidment             | Englez         |                              | Newport County | 3              | [ 65 ] |
| Gustavo Munúa              | Uruguayan      | 1997–                        | Nacional Montevideo, Deportivo, Málaga | 3              | [ necesită citare ] |
| Oscar Perez                | Mexican        | 1991–                        | Mexic U-23, Cruz Azul | 3              | One for Mexico-U23, two for Cruz Azul from last minute corner headers. He is only 1.71 m (5 ft 7 1⁄2 in) tall |
| James Raeside              | Scottish       |                              | Bury | 3              | [ 68 ] |
| Antonio Rigamonti          | Italian        | 1967–1986                    | Como | 3              | [ 69 ] |
| Miguel Angel Calero        | Columbian      | 1988–2011 Died 2012.         | Deportivo Cali, C.F. Pachuca | 3              | [ 12 ] |
| Zdeněk Jánoš               | Czech          | 1988–1999                    | FK Jablonec 97, SK Slavia Prague | 3              | Scored 2 goals for Jablonec and one goal for Slavia. |
| Kennedy Mweene             | Zambian        | 2004?–                       | Free State Stars, Zambia national football team | 3              | Penalties |
| Carlos Arias               | Columbian      |                              | Cúcuta, Unión Magdalena | 2              | [ 12 ] |
| Donovan Ricketts           | Jamaican       | 2002–                        | Village United F.C. | 2              | |
| Mark Bosnich               | Australian     | 1989–2009                    | Aston Villa, Australia | 2              | [ 71 ] |
| Jim Brown                  | Scoțian        | 1968–1989                    | Washington Diplomats, Chesterfield | 2              | [ 72 ] |
| José Castaneda             | Columbian      |                              | Atlético Nacional | 2              | [ 12 ] |
| Clemer                     | Brazilian      | 1987–2009                    | Portuguesa, Internacional | 2              | [ 73 ] [ 74 ] |
| Eduardo                    | Brazilian      | 1998–2011                    | Bangu, Atlético-MG | 2              | [ 75 ] |
| Alan Fettis                | Northern Irish | 1988?–2007                   | Hull City | 2              | Playing as a striker |
| Jan van Grinsven           | Olandez        | 1981–1999                    | FC Den Bosch | 2              | [ 77 ] |
| Lauro                      | Brazilian      | 2001–                        | Ponte Preta, Portuguesa | 2              | [ 78 ] [ 79 ] |
| Frederic Herpoel           | Belgian        | 1993–2010                    | Gent | 2              | [ 80 ] |
| Hiran                      | Brazilian      | 1993–2004                    | Guarani, Santo André | 2              | [ 81 ] |
| Andreas Köpke              | German         | 1979–2001                    | Nürnberg | 2              | Penalties |
| Bernard Lama               | Francez        | 1981–2001                    | Lille, Lens | 2              | Penalties |
| Jens Lehmann               | German         | 1988–2011                    | Schalke 04 | 2              | First ever goal keeper to score in open play in the Bundesliga |
| Óscar Mejía                | Dominican      | 1999–2010                    | Dominican Republic | 2              | Scored twice playing as striker in Gold Cup 2003 qualifying |
| Campbell Money             | Scoțian        | 1981–2009                    | St. Mirren | 2              | [ 87 ] |
| Andrei Novosadov           | Rus            | 1989–2006                    | FC Torpedo-ZIL Moscow | 2              | Penalties |
| Toni Prats                 | Spaniol        | 1991–2008                    | Real Betis | 2              | [ necesită citare ] |
| Paul Robinson              | Englez         | 1998–                        | Leeds United, Tottenham Hotspur | 2              | Header for Leeds from a corner, free kick for Tottenham from inside his own half. |
| Alex Stepney               | Englez         | 1961–1982                    | Manchester United | 2              | [ 91 ] |
| Oleh Suslov                | Ucrainean      | 1986–2002                    | Chornomorets Odessa | 2              | All goals scored from the penalty spot. |
| Andriy Tovt                | Ucrainean      | 2003–                        | FC Obolon Kyiv | 2              | [ 92 ] |
| Tsang Man Fai              | Hong Konger    | 2009–                        | Fourway Rangers | 2              | He scored a goal and had an assist in his first match of professional league. |
| Sinan Bolat                | Turc           | 2005–                        | Standard Liège | 2              | His goal saved Standard Liege from being eliminated from European football altogether and in the process knockout out Dutch champions AZ Alkmaar. |
| Adam Federici              | Australian     | 2003–                        | Reading | 2              | [ 96 ] [ 97 ] |
| Iván Vázquez               | Mexican        | 2004?–                       | Necaxa | 2              | Kick from free kick |
| Faouzi Chaouchi            | Algerian       | 2003–                        | JS Kabylie, ES Sétif | 2              | [ 98 ] [ 99 ] |
| Emerson                    | Brazilian      |                              | Guarani | 2              | [ 100 ] [ 101 ] |
| Patricio Abraham           | Argentinian    |                              | Club Atlético San Telmo | 1              | He scored a last-minute winning goal from a header, which turned out crucial to avoid relegation |
| Acúrcio Acúrio Carrelo     | Portughez      |                              | Porto | 1              | [ 103 ] |
| Vladimir Stojkovic         | Serbian        | 2001–                        | Partizan Belgrade | 1              | Vladimir scored from penalty spot during the game against Borča on 11 august 2012\| |
| Ever Hugo Almeida          | Paraguayan     | 1967–1991                    | Olimpia Asunción | 1              | [ 104 ] |
| Eduardo Alterio            | Argentinian    | ?–1931–?                     | Chacarita Juniors | 1              | He scored from a penalty in 1931, with no opposition from the other goalkeeper, first goalkeeper goal in professional football in Argentina |
| Marco Amelia               | Italian        | 2000–                        | Livorno | 1              | [ 106 ] |
| Daniel Aranzubia           | Spaniol        | 1996–                        | Deportivo La Coruña | 1              | He scored with his head after a 95th minute corner kick, as his team managed a 1–1 draw at UD Almería on 20 February 2011 |
| Mattias Asper              | Suedez         | 1993–                        | Mjällby AIF | 1              | He scored with his head after a 93rd minute free kick, as his team managed a 2–2 draw at Häcken on 15 September 2010. |
| Elias Atmatsidis           | grec           | 1989–2005                    | AEK Atena FC | 1              | Penalty |
| Osvaldo Ayala              | Columbian      |                              | Independiente Medellín | 1              | [ 12 ] |
| Benjamin Howard Baker      | Englez         | 1913–1929 died 1987, aged 95 | Chelsea | 1              | [ 110 ] |
| Máximo Banguera            | Colombian      | 2004–                        | Barcelona Sporting Club | 1              | [ 111 ] |
| Ashley Bayes               | Englez         | 1990–                        | Grays Athleitc | 1              | [ 112 ] |
| Asmir Begović              | Bosnian        | 2005–                        | Stoke City | 1              | Fastest goal by a goalkeeper, at twelve seconds. |
| Arjan Beqaj                | Albanian       | 1992–2011                    | OFI Crete, Anorthosis Famagusta, Partizani Tirana, Ionikos | 1              | First goalkeeper to score with header in the Greek League (11 February 2001 OFI – Paniliakos 2–2) |
| Roger Berbig               | Elvețian       | 1971–1984                    | Grasshoppers Zürich | 1              | [ 115 ] |
| Ezequiel Berdín            | Argentinian    |                              | Atenas de Río Cuarto | 1              | [ 116 ] |
| David Bingham              | American       | 2011–                        | San Jose Earthquakes | 1              | [ 117 ] |
| Roberto Bonano             | Argentinian    | 1991–2008                    | River Plate | 1              | [ 5 ] |
| René Borkovic              | Elvețian       |                              | Elveția | 1              | [ 118 ] |
| Yevhen Borovyk             | Ucrainean      | 2003–                        | Kryvbas Kryvyi Rih | 1              | Scored at last minute of game against Arsenal Kyiv after corner kick |
| Artur Boruc                | Polonez        | 1998–                        | Legia Warszawa | 1              | Penalty against Widzew Łódź |
| Carlos Bossio              | Argentinian    | 1993–                        | Estudiantes | 1              | [ 121 ] |
| Arthur Bown                | Englez         |                              | Halifax Town | 1              | [ 122 ] |
| Arthur Box                 | Englez         | 1903–1911? died 1960         | Burslem Port Vale | 1              | [ 122 ] |
| Darko Božović              | muntenegrean   | 1996–                        | FK Bežanija | 1              | [ necesită citare ] |
| Jochen Bradt               | Belgian        |                              | J.V. De Pinte | 1              | [ necesită citare ] |
| Claudio Bravo              | Chilean        | 2002–                        | Real Sociedad | 1              | Free-kick |
| Adin Brown                 | American       | 2000–                        | Aalesund | 1              | [ 123 ] |
| Osmar Brunelli             | Chilean        |                              | Fernández Vial | 1              | [ 38 ] |
| Nikki Bull                 | Englez         | 1981–                        | Aldershot Town | 1              | Penalty, end of season |
| Dieter Burdenski           | German         | 1969–1991                    | Werder Bremen | 1              | Penalty |
| Erich Burgener             | Elvețian       | 1969–1987                    | Lausanne | 1              | [ 125 ] |
| Paddy Casey                | Irish          |                              | Ballygowan Football Club II | 1              | Scored a Penalty kick |
| Ray Cashley                | Englez         | 1970–1986?                   | Bristol City | 1              | [ 126 ] |
| Danny Cepero               | American       | 2007–2010                    | New York Red Bulls | 1              | First MLS goalkeeper to score a goal |
| Radek Černý                | Czech          | 1995–                        | SK Slavia Prague | 1              | Scored the last goal in victory 4–0 in national league match against FK Jablonec 97 in season 1999–2000. |
| Choi Eun-Sung              | Sud-coreean    | 1997–                        | Daejeon Citizen | 1              | Free kick. Only goalkeeper to score in AFC Champions League match to date |
| Marc de Clerck             | Belgian        | 1970–1983                    | Aberdeen | 1              | [ 130 ] |
| David Cobeño               | Spaniol        | 2000–                        | Rayo Vallecano | 1              | [ necesită citare ] |
| Jesus Contreras            | Mexican        |                              | Monterrey | 1              | [ 131 ] |
| Julio Cozzi                | Argentinian    | 1941–1961 died 2011          | Millonarios | 1              | [ 12 ] |
| Mark Crossley              | Galez          | 1989–                        | Sheffield Wednesday | 1              | [ 132 ] |
| Yevhen Deineko             | Ucrainean      |                              | Dnipro Cherkasy | 1              | Scored at an 80 metres kick from his own penalty area. |
| Jaime Deluque              | Columbian      |                              | Unión Magdalena | 1              | [ 12 ] |
| Wim de Ron                 | Olandez        |                              | Cambuur Leeuwarden | 1              | Penalty |
| Harry Dowd                 | Englez         | 1961–1974                    | Manchester City | 1              | [ 134 ] |
| Rein van Duijnhoven        | Olandez        | 1987–2006                    | MVV | 1              | [ 135 ] |
| Essam El-Hadary            | Egiptian       | 1993–                        | Al-Ahly | 1              | [ 136 ] |
| Elkin Granados             | Columbian      | 2004–                        | Real Santander | 1              | He scored from penalty kick. |
| George Farm                | Scoțian        | 1947–1964 died 2004          | Blackpool | 1              | [ 138 ] |
| Jonnie Fedel               | Suedez         | 1986–2006                    | Malmö FF | 1              | |
| Scott Flinders             | Englez         | 2004–                        | Hartlepool United | 1              | Flinders scored a headed goal for Hartlepool in the third minute of injury time in a 2–2 draw with Bournemouth. |
| Daniel Francovig           | Uruguayan      |                              | Táchira | 1              | [ 140 ] |
| Brad Friedel               | American       | 1994–                        | Blackburn Rovers | 1              | [ 141 ] |
| Jimmy Glass                | Englez         | 1991–2001                    | Carlisle United | 1              | Famous for scoring a last minute goal to save Carlisle United from relegation from the Football League |
| Matt Glennon               | Englez         | 1997–                        | St. Johnstone | 1              | [ 143 ] |
| Andy Goram                 | Scoțian        | 1981–2004                    | Hibernian | 1              | [ 144 ] |
| Matt Gregg                 | Englez         | 1995–2011                    | University College Dublin | 1              | [ 145 ] |
| Bruce Grobbelaar           | Zimbabwean     | 1973–2007                    | Crewe Alexandra | 1              | [ 146 ] |
| Volkmar Groß               | German         | 1967–1983                    | Tennis Borussia Berlin | 1              | Penalty |
| Scott Greer                | Canada         | 2007-                        | Edmonton, Canada | 2              | Record number of ESSC goals (2), only goalkeeper to wear a rugby jersey while in goal |
| Tally Hall                 | American       | 2006–                        | Houston Dynamo | 1              | Scored in 2009-10 CONCACAF Champions League against Isidro Metapán on 23 October 2009. |
| Pär Hansson                | Suedez         | 2005–                        | Helsingborgs IF | 1              | Hansson scored on a penalty in 9–0 victory over Askeröds IF. |
| Iain Hesford               | Englez         | 1977–1998                    | Maidstone United | 1              | [ 149 ] |
| William Hesmer             | American       | 2004–                        | Columbus Crew | 1              | Came forward in second half stoppage time to help Columbus draw against rival Toronto FC 2–2 |
| Iago Herrerín              | Spaniol        |                              | Atlético Madrid B | 1              | Scored the winning goal in a 3–2 victory for his team against Getafe B on 8 January 2011 |
| Karel Hopšil               | Czech          |                              | FC Baník Ostrava | 1              | [ 22 ] |
| Tim Howard                 | American       | 1997–                        | Everton | 1              | Scored a goal from open play inside own penalty box against Bolton, helped by a strong gust of wind. |
| Lassi Hurskainen           | Finnish        | 2006–2012?                   | Soccer Club Riverball | 1              | [ 153 ] |
| Claudio Ibarra             | Columbian      |                              | Once Caldas | 1              | [ 12 ] |
| Khalid Fouhami             | Marocan        | 1991–                        | FC Dinamo București | 1              | Penalty |
| Eldin Jakupović            | Elvețian       | 2004–                        | Grasshopper | 1              | [ 154 ] |
| Pat Jennings               | Northern Irish | 1963–1986                    | Tottenham Hotspur | 1              | Against Manchester United in the 1967 FA Charity Shield. |
| John Joyce                 | Englez         | 1896–1920 died 1956          | Tottenham Hotspur | 1              | Penalty |
| Jung Sung-Ryong            | Sud-coreean    | 2003–                        | Coreea de Sud U23 | 1              | [ 157 ] |
| Norbert Juračka            | Slovac         |                              | FK Dukla Banská Bystrica | 1              | [ 22 ] |
| Zachary Kane               | USA            | 2013–                        | Baltimore Bohemians | 1              | Kane scored the matchwinner against Ocean City Nor'easters on 21 July 2013 |
| Hamdi Kasraoui             | Tunisian       | 2002–                        | Esperance Sportive de Tunis | 1              | [ necesită citare ] |
| Peter Keen                 | Englez         | 1995–2009                    | Carlisle United | 1              | [ 159 ] |
| Marian Kelemen             | Slovac         | 1999–                        | Śląsk Wrocław | 1              | Kelemen scored a final goal for Śląsk Wrocław in last round of Polish Ekstraklasa from penalty spot to secure runner-up position for the club in a season 2010/11. |
| Charlie Kelly              | Scoțian        |                              | East Stirlingshire | 1              | [ 161 ] |
| Richard Kingson            | Ghanaian       | 1995–                        | Ghana | 1              | [ 162 ] |
| Jakob Køhler Hansen        | Danez          |                              | Boldklubben Frem | 1              | Bicycle kick in the last minute. |
| Gudmund Taksdal Kongshavn  | Norvegian      | 2009–                        | Vålerenga Fotball | 1              | Headed in a 2–2 equalizer after a corner kick in injury time against Viking FK |
| Petr Kouba                 | Czech          | 1988–2005                    | Sparta Prague | 1              | Scored the 4th goal from penalty kick in national league match against SK České Budějovice in season 1994–95. |
| Kwon Jung-Hyuk             | Coreea de Sud  | 2001–                        | Incheon United | 1              | [ 165 ] |
| Damian Lanza               | Ecuadorian     | 2002–                        | Deportivo Cuenca | 1              | Kick from the goal |
| Lee Yong-Bal               | Coreea de Sud  | 1994–2006                    | Bucheon SK | 1              | Penalty kick |
| Eric Lindon                | Englez         |                              | Merthyr Town | 1              | [ 168 ] |
| Rodrigo Llinás             | Argentinian    |                              | Atlanta | 1              | Penalty |
| Andrew Lonergan            | Englez         | 2000–                        | Preston North End | 1              | [ 170 ] |
| Chris MacKenzie            | Englez         | 1993–2012                    | Hereford United | 1              | [ 171 ] |
| Keith MacRae               | Scoțian        |                              | Motherwell | 1              | [ 172 ] |
| Germans Māliņš             | Letonian       | 2009–                        | Skonto FC | 1              | He scored goal in 94th minute after a corner kick. |
| Peter McSevich             | Scoțian        |                              | Bournemouth | 1              | [ 174 ] |
| Alan Mannus                | Northern Irish | 2000–                        | Linfield | 1              | [ 175 ] |
| Luis Martinez              | Columbian      | 2001–                        | Columbia | 1              | [ 176 ] |
| Eduardo Martini            | Brazilian      | 2000–                        | Avaí | 1              | [ 177 ] |
| Bert Mehaffy               | Northern Irish |                              | New Brighton | 1              | [ 178 ] |
| John Martin                | Scoțian        | 1980–2001                    | Airdrieonians | 1              | [ 179 ] |
| Daniel Mićić               | Polonez        |                              | TS Parzyce | 1              | Penalty |
| Jan Möller                 | Suedez         | 1971–1993                    | Malmö FF | 1              | Möller scored on a penalty in a 5–0 victory over Hammarby in 1986. |
| Barel Mouko                | Congolez       | 1999–                        | Congo | 1              | Penalty vs. Swaziland în Preliminariile Cupei Africii pe Națiuni 2012 |
| Mohd Syamsuri Mustafa      | Malaysian      | 2002–                        | Malaysia U-23 | 1              | He scored the long range goal with a drop kick from his own penalty area in Malaysia's 3–4 defeat against the host country, Vietnam. |
| Frank Moss                 | Englez         | 1928–1937 died 1970          | Arsenal | 1              | [ 183 ] |
| Carlos Munuti              | Argentinian    |                              | Once Caldas | 1              | [ 12 ] |
| Fernando Muslera           | Uruguayan      | 2004–                        | Galatasaray | 1              | Penalty kick against Manisaspor. |
| Nauzet                     | Spaniol        |                              | Fuerteventura | 1              | [ 185 ] |
| Hampus Nilsson             | Suedez         |                              | IFK Värnamo | 1              | Nilsson scored on a penalty in 5–0 victory over Kristianstads FF. |
| Nuno                       | Portughez      | 1992–2010                    | Porto | 1              | [ 187 ] |
| Steve Ogrizovic            | Englez         | 1977–2000                    | Coventry City | 1              | [ 188 ] |
| Stig Olsson                | Suedez         |                              | Sandvikens IF | 1              | Olsson scored on a penalty in a match against Malmö FF in 1961. He was the first goalkeeper to score in Allsvenskan. |
| Jerome Palatsi             | Francez        | 1989–2010                    | Vitória de Guimarães | 1              | [ 190 ] |
| Andrés Palop               | Spaniol        | 1993–                        | Sevilla | 1              | In 2007 he scored an injury time equalising goal in the UEFA Cup round of 16 tie against FC Shakhtar Donetsk, forcing extra time as a result. Sevilla, which had drawn 2–2 at home in the first leg, went on to win 3–2, and eventually won the competition for the second consecutive time.               |
| Nicolas Peric              | Chilean        | 1998–                        | Universidad de Concepción | 1              | [ 191 ] |
| Michael Petkovic           | Australian     | 1995–2011                    | Sivasspor | 1              | [ 192 ] |
| Ivaylo Petrov              | Bulgar         | 1992–2009                    | PFC CSKA Sofia | 1              | [ 193 ] |
| Martin Pieckenhagen        | German         | 1991–2011                    | Heracles Almelo | 1              | [ 194 ] |
| Krzysztof Pilarz           | Polonez        | 1999–                        | Pogoń Szczecin | 1              | Penalty kick, Polish Cup. |
| Mart Poom                  | Estonian       | 1988–2009                    | Sunderland | 1              | Scored a 90th minute header against his former team to salvage a 1–1 draw |
| Silvio Proto               | Belgian        | 1999–                        | K.F.C. Germinal Beerschot | 1              | [ 197 ] |
| Michelangelo Rampulla      | Italian        | 1979–2002                    | Cremonese | 1              | [ 71 ] |
| Oliver Reck                | German         | 1983–2005                    | Schalke 04 | 1              | Penalty |
| Riça                       | Portughez      |                              | Vizela | 1              | [ 199 ] |
| Åke Richardsson            | Suedez         |                              | IFK Sundsvall | 1              | Richardsson scored on a penalty in a match against Landskrona in 1980. |
| Richard Richardsson        | Suedez         |                              | Örebro | 1              | He scored with his head after a 91st minute corner kick, as his team managed a 1–1 draw at Malmö FF in 2007. |
| Ricardo                    | Portughez      | 1993–                        | Boavista | 1              | [ 201 ] |
| Ricardo                    | Portughez      |                              | Varzim | 1              | [ 202 ] |
| Quillan Roberts            | Canadian       | 2011–                        | Canada U17 | 1              | First goalkeeper goal in a traditional FIFA tournament. Scored in the 2011 FIFA U-17 World Cup in a 2–2 draw with England. |
| Tony Roberts               | Galez          | 1987–2012                    | Dagenham & Redbridge | 1              | [ 204 ] |
| Pedro Rodríguez            | Columbian      |                              | Deportivo Pereira | 1              | [ 12 ] |
| Frank Rost                 | German         | 1991–2011                    | Werder Bremen | 1              | Free-kick |
| Moises Munoz               | Mexic          | 2013                         | América | 1              | He scored in the 92 minute with a header to equalized the final 2–2 for America who eventually won the game in penalties |
| Jyrki Rovio                | Finnish        |                              | KuPS | 1              | [ 207 ] |
| Peter Rufai                | Nigerian       | 1980–2000                    | Nigeria | 1              | Penalty kick during 1994 African Cup of Nations qualification against Etiopia |
| Oswaldo Sánchez            | Mexican        | 1993–                        | Guadalajara | 1              | [ 209 ] |
| Pablo Santillo             | Argentinian    |                              | Atlanta | 1              | [ 210 ] |
| Edwin van der Sar          | Olandez        | 1990–2011                    | Ajax | 1              | Penalty |
| Saulo                      | Brazilian      | 2007–                        | Sport Club do Recife | 1              | On 1 February 2011, against the Santa Cruz during the championship Pernambuco, in the final minute of the game, Saulo went forward and headed in a corner kick. While celebrating the goal he suffered a concussion which would prevent him from playing for a period.                                     |
| Seo Dong-Myung             | South Korean   | 1996–2008                    | Jeonbuk Hyundai Motors | 1              | Header |
| Steve Sherwood             | Englez         | 1971–1997                    | Watford | 1              | [ 214 ] |
| Peter Shilton              | Englez         | 1966–1997                    | Leicester City | 1              | [ 214 ] |
| Kazimierz Sidorczuk        | Polonez        | 1985–2006                    | Kapfenberger SV | 1              | [ 215 ] |
| Jörg Siebenhandl           | Austrian       | 2007–                        | SC Wiener Neustadt | 1              | Took a direct free-kick from his own penalty box, scoring on his top flight debut 81 seconds into the game, making it the first goal scored in the 2011–12 Austrian Bundesliga season by any player for any team.                                                                                          |
| Kenny Simpkins             | Galez          | 1962–1969                    | Hartlepool United | 1              | Jucând ca atacant central |
| Paul Smith                 | Englez         | 1998–                        | Nottingham Forest | 1              | As the initial League Cup tie against Leicester City was abandoned at half time with Nottingham Forest 1–0 up, both teams agreed to reinstate Forest's goal advantage in the rearranged fixture. Goalkeeper Paul Smith was allowed to walk the ball into the net unchallenged, straight from the kick-off. |
| Radek Sňozík               | Ceh            | 1993–2013                    | Bohemians 1905 | 1              | Opened score from penalty kick in the 6th minute of lost (1–2) national league home match against FC Tescoma Zlín in November 2007. |
| Massimo Taibi              | Italian        | 1987–2009                    | Reggina | 1              | [ 219 ] |
| Alfredo Talavera           | Mexic          | 2013                         | Toluca | 1              | He scored in the 89 minute from a penalty. |
| Tommy Thorpe               | Englez         | Barnsley                     | 1 | [ 220 ]        | |
| Pa Dembo Touray            | Gambian        | 2000–                        | Djurgårdens IF | 1              | Touray scored on a penalty in the 82 minute in a 8–1 victory over Elfsborg. |
| Emanuel Trípodi            | Argentinian    |                              | C.A.I. | 1              | [ 223 ] |
| Philipp Tschauner          | German         | 2004–                        | FC St. Pauli | 1              | [ 224 ] |
| Iain Turner                | Scoțian        | 2002–                        | Preston North End | 1              | Scored from his penalty box in a 2–0 win against Notts County in a League One match. |
| Ubirajara Ubirajara Mota   | Brazilian      |                              | Flamengo | 1              | Scored from a Goal kick, the first goalkeeper to score in Brazil |
| Raimond van der Gouw       | Olandez        | 1985–2007                    | AGOVV | 1              | Van der Gouw scored a penalty in the last minute of the last match in his 23-year career. He was 44 years of age at that time. |
| Diego Vandre               | Brazilian      |                              | Roma Apucarana | 1              | Free kick |
| Camilo Vargas              | Columbian      | 2007–                        | Independiente Santa Fe | 1              | He scored from a pass of his teammate from a corner kick. |
| Eric Viscaal               | Olandez        | 1986–2006                    | AA Gent | 1              | Viscaal was a striker who replaced the goalkeeper who had received a red card. First Viscaal stopped a penalty and one minute later, as a goalkeeper, scored a penalty himself |
| Danny Vukovic              | Australian     | 2002–                        | Wellington Phoenix | 1              | Scored in a 90+4 minute penalty against the North Queensland Fury 13 February 2011. This came only a week after the previous match in which he hit the opposing team's crossbar after making a long clearance that bounced over the head of the opposing goalkeeper.                                       |
| Gavin Ward                 | Englez         | 1987–2011                    | Tranmere Rovers | 1              | [ 230 ] |
| Mirosław Warzecha          | Polonez        |                              | Górnik Zabrze | 1              | Penalty kick, League Cup. |
| Chris Weale                | Englez         | 2000–                        | Yeovil Town | 1              | [ 232 ] |
| Charlie Williams           | Englez         | 1891–1905 decedat în 1952    | Manchester City | 1              | Primul goalkeeper care a marcat din joc liber într-un meci competitiv, v Bolton Wanderers 18 aprilie 1900 |
| Grégory Wimbée             | Francez        | 1992–2011                    | Nancy | 1              | [ 234 ] |
| Lars Windfeld              | Danez          |                              | AGF | 1              | Against Odense Boldklub in 1995. |
| Zé Carlos                  | Brazilian      | 1983–2000 died 2009          | Flamengo | 1              | [ 235 ] |
| Mohamed Lamine Zemmamouche | Algerian       | 2004–                        | MC Alger | 1              | Penalty |
| Yuri Zhevnov               | Belarus        | 1996–                        | BATE Borisov | 1              | [ necesită citare ] |
| Oscar Zijlstra             | Olandez        | 1979–1987                    | SC Cambuur | 1              | Goal kick. Helped by a strong wind, the ball bounced before and then over opposite goalkeeper Ton Verkerk of Willem II. |
| Ralf Zumdick               | German         | 1980–1995                    | VfL Bochum | 1              | Penalty |
| Imran Mohamed              | Maldivian      | 1999–                        | New Radiant SC | 2              | |
| Subrata Paul               | Indian         | 2004–                        | Pune FC | 2              | I-League |
| Felix Madrigal             | Mexican        | 1981–1991                    | Monarcas Morelia | 1              | |
| Yuki Takita                | Japonez        | 1990–2000                    | Urawa Red Diamonds | 1              | Penalty. Primul portar din J. League care a marcat în campionat, contra lui Yokohama Flügels, 9 November 1996. |
| Ionel Dinu                 | Român          | 1978-1993                    | Dacia Unirea Brăila | 1              | 1990-1991 |